# Uno Chiyo

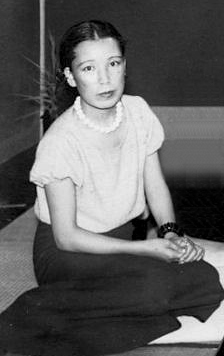
Chiyo Uno

Uno Chiyo (japanisch 宇野 千代; * 28. November 1897 in Iwakuni, Präfektur Yamaguchi, Japan; † 10. Juni 1996 in Tokio, Japan) war eine japanische Schriftstellerin und Modedesignerin.

## Leben
Unos Mutter starb, als sie zwei Jahre alt war. Ein Jahr nach dem Tod der Mutter heiratete der Vater erneut. Als 1913 auch der Vater starb, hatte sie die Möglichkeit, die Bücher und Zeitschriften (darunter etwa die feministische Fachzeitschrift Seitō) zu lesen, die ihr der Vater zuvor verboten hatte, und sich exzentrischer zu kleiden.
Anfang der 1920er Jahre begann sie ihre literarische Karriere. Ihre Beziehung zum Maler Tōgō Seiji hatte in den 1930er Jahren Einfluss auf ihren Schreibstil, der fortan „westlicher“ wurde. 1936 gründete sie die Modezeitschrift Style (スタイル, Sutairu). Während des Zweiten Weltkrieges brachte sie ein in Briefform geschriebenes Buch heraus, das die Sehnsucht einer Frau nach ihrem Mann, der als Soldat dienen muss, schildert. Das Buch wurde unter japanischen Frauen zum Bestseller. 
1939 heiratete Uno den Schriftsteller und Literaturkritiker Kitahara Takeo. Die Ehe wurde 1964 geschieden.
Style wurde im Verlauf des Zweiten Weltkriegs von der Regierung eingestellt, weil Papier gespart werden sollte. Als die Zeitschrift 1946 wieder veröffentlicht wurde, wurde sie zu einem großen Erfolg. Erfolgreich war Uno auch mit dem Verkauf selbstgestalteter Kimonos. Durch diese Arbeiten vernachlässigte sie größtenteils ihre literarische Karriere, 1957 erschien jedoch der Roman Ohan, an dem sie zehn Jahre lang gearbeitet hatte. Für diesen erhielt sie im selben Jahr gemeinsam mit Enchi Fumiko den Noma-Literaturpreis. Von 1963 bis 1966 arbeitete sie an dem Buch Sasu.
Nachdem sie sich Mitte der 1960er Jahre vom Gesellschaftsleben weitestgehend zurückgezogen hatte, gewann sie in den 1970er Jahren mehrere Preise, darunter im April 1972 den Geijutsuin-Preis und 1974 den Orden des Heiligen Schatzes 3. Klasse. In den folgenden Jahren kamen mehrere Neuauflagen ihrer Werke heraus und 1984 wurde Ohan verfilmt.
1996 starb Uno im Alter von 98 Jahren.

## Werke (Auswahl)
in der Reihenfolge des Erscheinens des Originals
- Shifun no kao (脂粉の顔), 1921.
  - deutsch: Zu grell geschminkt, aus dem Japanischen von Josef Bohaczek und Barbara Yoshida-Krafft, S. 37–46 in: Josef Bohaczek, Barbara Yoshida-Krafft (Hrsg.): ... weil gerade Frühling war. Heiter-Ironisches aus Japan. Iudicium Verlag, München 2002, ISBN 3-89129-052-7.
- Iro zange (色ざんげ), 1933–1935.
  - deutsch: Abendschatten. Deutsch von Charlotte Franke. Die Arche, Zürich 1990. ISBN 3-7160-2109-1.
- Ohan (おはん), 1947–1957.
  - deutsch: Ohan – Die Liebe einer Frau. Aus dem Japanischen von Martina Ebi. Angkor Verlag, Frankfurt am Main 2010. ISBN 978-3-936018-78-3.
- Sasu (刺す), 1963–1966.
- Kōfuku (幸福), 1970.
  - deutsch: Glück, aus dem Japanischen von Naitō Michio und Friedl Itō-Pokorny, S. 118–129 in: Barbara Yoshida-Krafft (Hrsg.): Das Elfte Haus. Erzählungen japanischer Gegenwarts-Autorinnen. iudicium Verlag, München 1987. ISBN 3-89129-301-1.
- Aru hitori no onna no hanashi (或る一人の女の話), 1971.
  - deutsch: Die Geschichte einer gewissen Frau. Aus dem Japanischen übersetzt und mit einem Nachwort versehen von Barbara Yoshida-Krafft. Insel Verlag, Frankfurt am Main 1994, ISBN 3-458-16647-5.
- Ame no oto (雨の音), 1974.
- Aun no kokyū (阿呍の呼吸), 1978.
  - deutsch: Der richtige Moment, aus dem Japanischen von Barbara Yoshida-Krafft, S. 88–94 in: Barbara Yoshida-Krafft (Hrsg.): Blüten im Wind. Essays und Skizzen der japanischen Gegenwart. Edition Erdmann, Tübingen 1981. ISBN 3-88639-506-5.